# Kruszewo

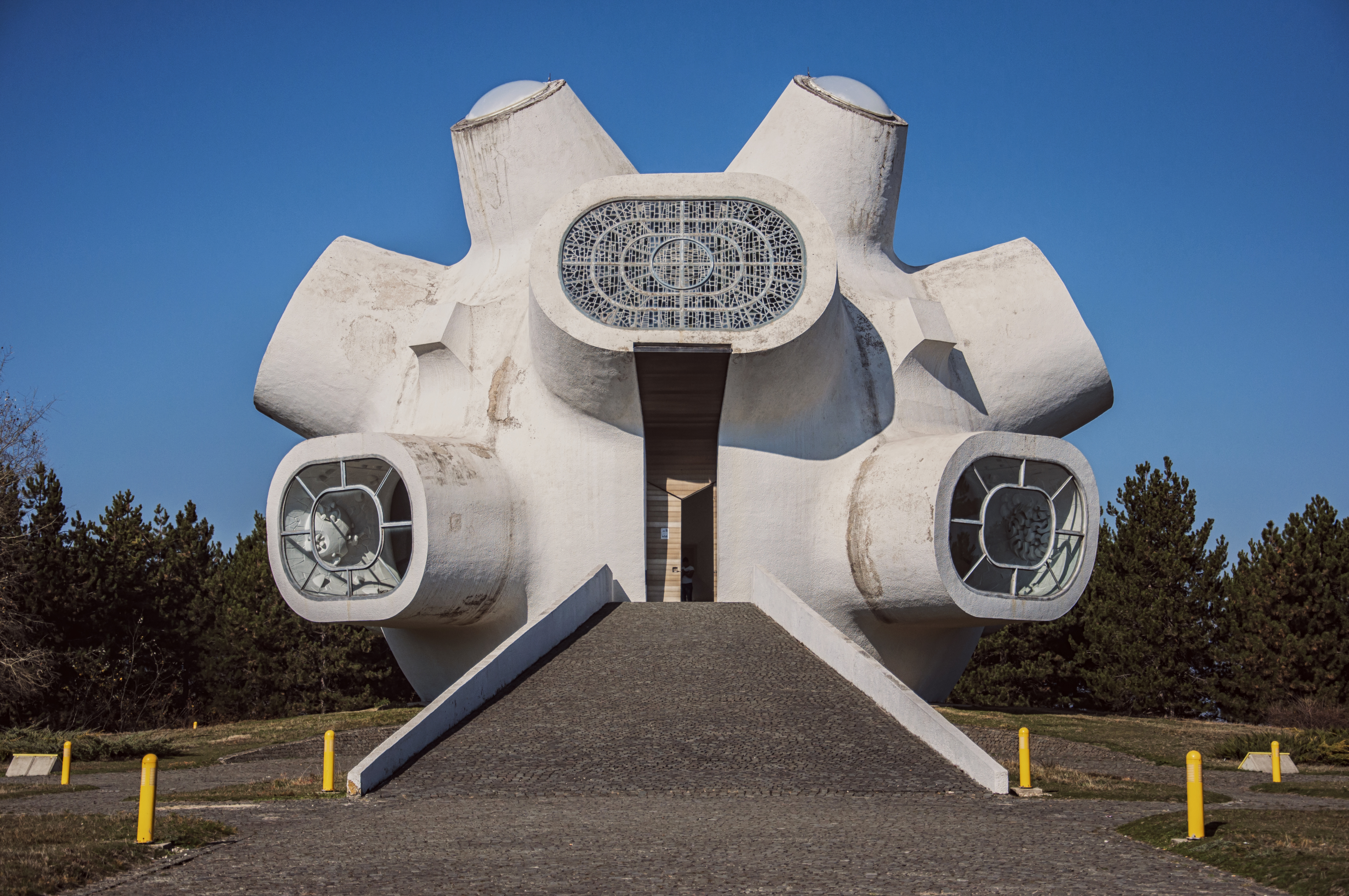
Pomnik Powstania Ilindeńskiego („Makedonium”)

Kruszewo (mac. Крушево, arum. Crushuva, alb. Krushevë lub Krusheva gr. Κρούσοβο – Krusovo) – miasto w południowo-zachodniej Macedonii Północnej, położone na wschodnich stokach szczytu Buszawa w górach Luben. Ośrodek administracyjny gminy Kruszewo. Liczba ludności – 5530 osób (80% Macedończyków, 19% Wołochów) [2002], wysokość – 1015 m n.p.m. (najwyżej położone miasto Macedonii). Przeciętna całoroczna temperatura – 8,3 °C, przeciętna temperatura lata – 17,4 °C, średnia wilgotność powietrza – 76%, usłonecznienie roczne – 2090 godzin, występowanie pokrywy śnieżnej – około 80 dni w roku.

## Historia
Pierwsza pisemna wzmianka o Kruszewie pochodzi z 1467, gdy miasto wraz z Prilepem i 31 innymi wsiami przeszło pod władanie Husein-bega. W XVIII wieku do miasta przybyły grupy chrześcijan, którzy uciekając przed atakami Alego Paszy z Janiny opuścili wschodnią Albanię i zachodnią Macedonię (głównie Arumuni z Moskopola w Albanii). Ponieważ było wśród nich sporo wykształconych rzemieślników, kupców i artystów, zaowocowało to przyspieszeniem gospodarczego i kulturalnego rozwoju miasta na przełomie XVIII i XIX wieku. W XIX wieku artyści z Kruszewa – budowniczowie, rzeźbiarze, pisarze ikon (zografowie) – byli znani w całej Macedonii, a nawet w sąsiednich krajach. W czasie powstania ilindeńskiego w 1903 Kruszewo było stolicą Republiki Kruszewskiej, istniejącej jedynie 10 dni. Po jego upadku miasto zostało niemal całkowicie zniszczone przez wojska osmańskie.
Kruszewo jest dziś jedynym miejscem, gdzie język arumuński ma status języka urzędowego.

## Zabytki
Do zabytków Kruszewa i najbliższej okolicy należą m.in.:
- cerkiew pw. św. Mikołaja z 1832, spalona podczas powstania ilindeńskiego w 1903, odbudowana w latach 1904–1905, z ikonostasem Petre Filipowicza i jego pomocnika Dimitra Staniszewa (pozostałości w Muzeum Powstania Ilindeńskiego i Republiki Kruszewskiej),
- cerkwie pw. Świętej Trójcy i pw. Zaśnięcia Matki Boskiej w Mijaczko Maało z 1867,
- klasztorna cerkiew pod wezwaniem św. Spasa z 1836 we wsi Trstenik,
- specyficzne ludowe „kruszewskie domy”.

## Muzea i galerie
- Muzeum Powstania Ilindeńskiego i Republiki Kruszewskiej,
- Galeria Nikoli Martinoskiego – jednego z twórców współczesnej sztuki w Macedonii,
- Pomnik Walki Narodowowyzwoleńczej i Powstania Ilindeńskiego („Makedonium”),
- Pomnik Niedźwiedziego Kamienia, autorstwa Dimo Todorowskiego – miejsce wybuchu powstania ilindeńskiego. 2 sierpnia każdego roku odbywają się tam uroczyste obchody Dnia Niepodległości Macedonii,
- Muzeum NOW,
- pomniki Nikoły Karewa i Pitu Guli,
- rekonstrukcja Odlewni Kul, wykorzystywanej przez powstańców.